# Luca Aerni
Luca Aerni (ur. 27 marca 1993 w Le Locle) – szwajcarski narciarz alpejski, dwukrotny medalista mistrzostw świata i czterokrotny medalista mistrzostw świata juniorów.

## Kariera
Po raz pierwszy na arenie międzynarodowej Luca Aerni pojawił się 29 listopada 2008 roku podczas zawodów Citizen Race we francuskim Val Thorens. Zajął wtedy 46. miejsce w gigancie. W 2011 roku wystartował na mistrzostwach świata juniorów w Crans-Montana, zajmując 36. miejsce w slalomie. Rok później, podczas mistrzostw świata juniorów w Roccaraso jego najlepszym indywidualnym wynikiem było dwunaste miejsce w slalomie, za to wspólnie z kolegami z reprezentacji zdobył brązowy medal w rywalizacji drużynowej. Kolejny medal zdobył na mistrzostwach świata juniorów w Quebecu w 2013 roku, gdzie Szwajcarzy z Aernim w składzie zajęli drużynowo drugie miejsce. Indywidualnie Szwajcar był czwarty w slalomie, w którym walkę o medal przegrał z Santerim Paloniemim z Finlandii o 0,03 sekundy. Brał także udział w mistrzostwach świata juniorów w Jasnej w 2014 roku, zdobywając srebrne medale drużynowo i w slalomie.
W Pucharze Świata zadebiutował 18 grudnia 2012 roku w Madonna di Campiglio, gdzie nie zakwalifikował się do drugiego przejazdu w slalomie. Pierwsze pucharowe punkty zdobył już 1 stycznia 2013 roku w Monachium, zajmując dziewiątą pozycję w slalomie równoległym. Na podium zawodów tego cyklu po raz pierwszy stanął 22 grudnia 2017 roku w Madonna di Campiglio, kończąc rywalizację w slalomie na drugiej pozycji. Rozdzielił tam Austriaka Marcela Hirschera i Henrika Kristoffersena z Norwegii.
W 2014 roku wystartował w slalomie na igrzyskach olimpijskich w Soczi, jednak nie ukończył rywalizacji. Z takim samym efektem wziął udział w rozgrywanych rok później mistrzostwach świata w Vail/Beaver Creek. Podczas mistrzostw świata w Sankt Moritz osiągnął swój największy sukces, zdobywając złoty medal w superkombinacji. Pozostałe miejsca na podium zajęli Marcel Hirscher i kolejny Szwajcar, Mauro Caviezel. Kolejny medal zdobył na mistrzostwach świata w Saalbach w 2025 roku, gdzie drużynowo był drugi.

## Osiągnięcia

### Igrzyska olimpijskie
| Miejsce | Dzień     | Rok  | Miejscowość | Konkurencja     | Czas biegu | Strata | Zwycięzca       |
| ------- | --------- | ---- | ----------- | --------------- | ---------- | ------ | --------------- |
| DNF1    | 22 lutego | 2014 | Soczi       | Slalom          | 1:41,84    | -      | Mario Matt      |
| 11.     | 13 lutego | 2018 | Pjongczang  | Superkombinacja | 2:06,52    | +3,00  | Marcel Hirscher |
| 19.     | 18 lutego | 2018 | Pjongczang  | Gigant          | 2:18,04    | +3,58  | Marcel Hirscher |
| DNF1    | 22 lutego | 2018 | Pjongczang  | Slalom          | 1:38,99    | -      | André Myhrer    |
| 1.      | 24 lutego | 2018 | Pjongczang  | Drużynowo       | -          | -      | -               |
| DNF2    | 10 lutego | 2022 | Pekin       | Superkombinacja | 2:31,43    | -      | Johannes Strolz |
| 14.     | 16 lutego | 2022 | Pekin       | Slalom          | 1:44,09    | +1,74  | Clément Noël    |

### Mistrzostwa świata
| Miejsce | Dzień     | Rok  | Miejscowość       | Konkurencja     | Czas biegu | Strata | Zwycięzca              |
| ------- | --------- | ---- | ----------------- | --------------- | ---------- | ------ | ---------------------- |
| DNF1    | 15 lutego | 2015 | Vail/Beaver Creek | Slalom          | 1:57,47    | -      | Jean-Baptiste Grange   |
| 1.      | 13 lutego | 2017 | Sankt Moritz      | Superkombinacja | 2:26,33    | -      | -                      |
| 19.     | 19 lutego | 2017 | Sankt Moritz      | Slalom          | 1:34,75    | +2,24  | Marcel Hirscher        |
| 8.      | 11 lutego | 2019 | Åre               | Superkombinacja | 1:47,71    | +1,02  | Alexis Pinturault      |
| DNF2    | 15 lutego | 2021 | Cortina d’Ampezzo | Superkombinacja | 2:05,86    | –      | Marco Schwarz          |
| DNF1    | 21 lutego | 2021 | Cortina d’Ampezzo | Slalom          | 1:46,48    | –      | Sebastian Foss Solevåg |
| 2.      | 4 lutego  | 2025 | Saalbach          | Drużynowo       | -          | -      | Włochy                 |

### Mistrzostwa świata juniorów
| Miejsce | Dzień       | Rok  | Miejscowość   | Konkurencja | Czas biegu | Strata | Zwycięzca               |
| ------- | ----------- | ---- | ------------- | ----------- | ---------- | ------ | ----------------------- |
| 36.     | 31 stycznia | 2011 | Crans-Montana | Slalom      | 1:28,54    | +10,45 | Reto Schmidiger         |
| 23.     | 2 marca     | 2012 | Roccaraso     | Zjazd       | 1:11,99    | +2,24  | Ryan Cochran-Siegle     |
| DNF     | 3 marca     | 2012 | Roccaraso     | Supergigant | 1:02,73    | -      | Ralph Weber             |
| 3.      | 5 marca     | 2012 | Roccaraso     | Drużynowo   | ?          | ?      | Słowenia                |
| DNF1    | 7 marca     | 2012 | Roccaraso     | Gigant      | 2:39,50    | -      | Henrik Kristoffersen    |
| 12.     | 9 marca     | 2012 | Roccaraso     | Slalom      | 1:38.44    | +2,98  | Santeri Paloniemi       |
| 10.     | 22 lutego   | 2013 | Québec        | Zjazd       | 1:30,95    | +1,71  | Nils Mani               |
| 2.      | 23 lutego   | 2013 | Québec        | Drużynowo   | ?          | ?      | Szwecja                 |
| DNF     | 24 lutego   | 2013 | Québec        | Supergigant | 58,49      | -      | Thomas Mayrpeter        |
| DNF1    | 25 lutego   | 2013 | Québec        | Gigant      | 2:20,75    | -      | Aleksander Aamodt Kilde |
| 4.      | 26 lutego   | 2013 | Québec        | Slalom      | 1:59,40    | +1,20  | Manuel Feller           |
| 2.      | 2 marca     | 2014 | Jasná         | Drużynowo   | ?          | ?      | Szwecja                 |
| 5.      | 4 marca     | 2014 | Jasná         | Gigant      | 2:03,14    | +3,09  | Henrik Kristoffersen    |
| 2.      | 5 marca     | 2014 | Jasná         | Slalom      | 1:37,21    | +0,09  | Henrik Kristoffersen    |

### Puchar Świata

#### Miejsca w klasyfikacji generalnej
- sezon 2012/2013: 94.
- sezon 2013/2014: 65.
- sezon 2014/2015: 92.
- sezon 2015/2016: 87.
- sezon 2016/2017: 46.
- sezon 2017/2018: 25.
- sezon 2018/2019: 77.
- sezon 2019/2020: 96.
- sezon 2020/2021: 46.
- sezon 2021/2022: 64.
- sezon 2022/2023: 74.
- sezon 2023/2024: 54.
- sezon 2024/2025:

#### Miejsca na podium w zawodach
1. Madonna di Campiglio – 22 grudnia 2017 (slalom) – 2. miejsce